# Beiras
Beiras (port. Beiras ComUrb) – pomocnicza jednostka administracji samorządowej. W skład zespołu wchodzi 12 gmin (posortowane według liczby mieszkańców): Covilhã, Guarda, Sabugal, Pinhel, Trancoso, Celorico da Beira, Almeida, Belmonte, Figueira de Castelo Rodrigo, Penamacor, Meda oraz Manteigas. W roku 2001 populacja zespołu wynosiła 183 592 mieszkańców. Stolica jest Guarda, a największym miastem Covilhã.